# Obus atomique

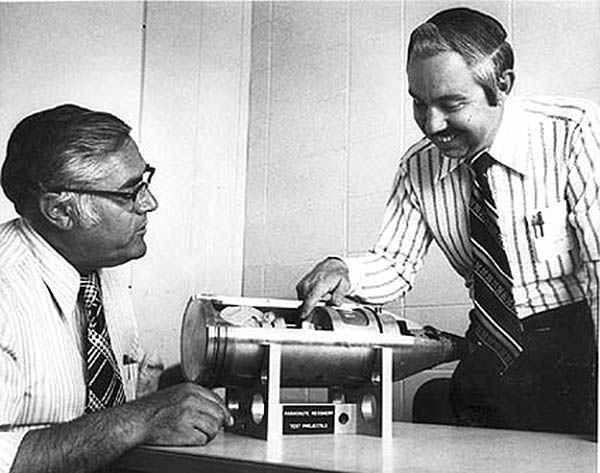
Maquette de l'obus atomique W48 calibre 155 mm.

Un obus atomique, ou obus nucléaire, est un obus dont la charge explosive est une arme nucléaire tactique miniaturisée. Il ne s'agit pas d'une munition à uranium appauvri qui, elle, ne contient aucun explosif.

## Histoire

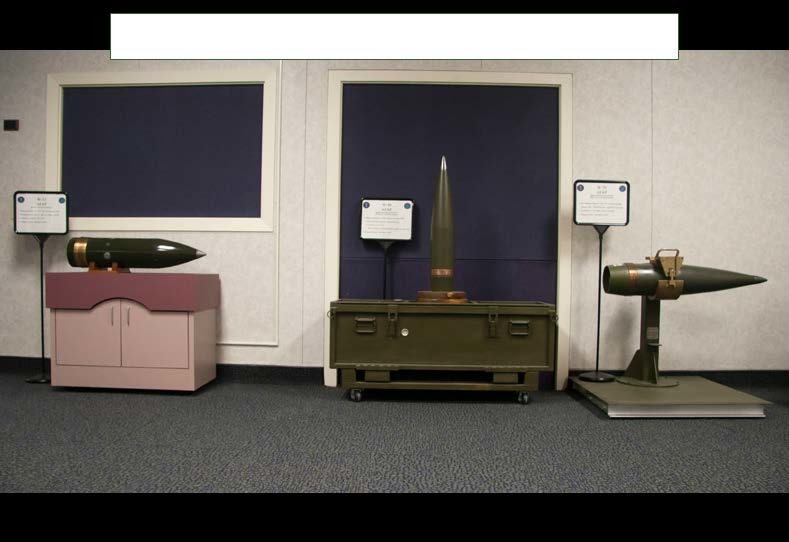
W33, W48 et W79 au musée de la Kirtland Air Force Base.

Au cours de la guerre froide, les deux superpuissances que furent les États-Unis et l’URSS développèrent des armes nucléaires dites tactiques dont la portée allait de quelques kilomètres à quelques dizaines de kilomètres. Parmi celles-ci figurèrent des bombes atomiques suffisamment miniaturisées pour tenir dans un obus tiré par un obusier, un canon ou un mortier. Les armes nucléaires tactiques de cette catégorie détenues par ces deux puissances ont été démantelées à la fin de la guerre froide entre 1991 et 1992. Il ne semble pas que d'autres pays aient développé ce type d'arme.

## Obus atomiques américains

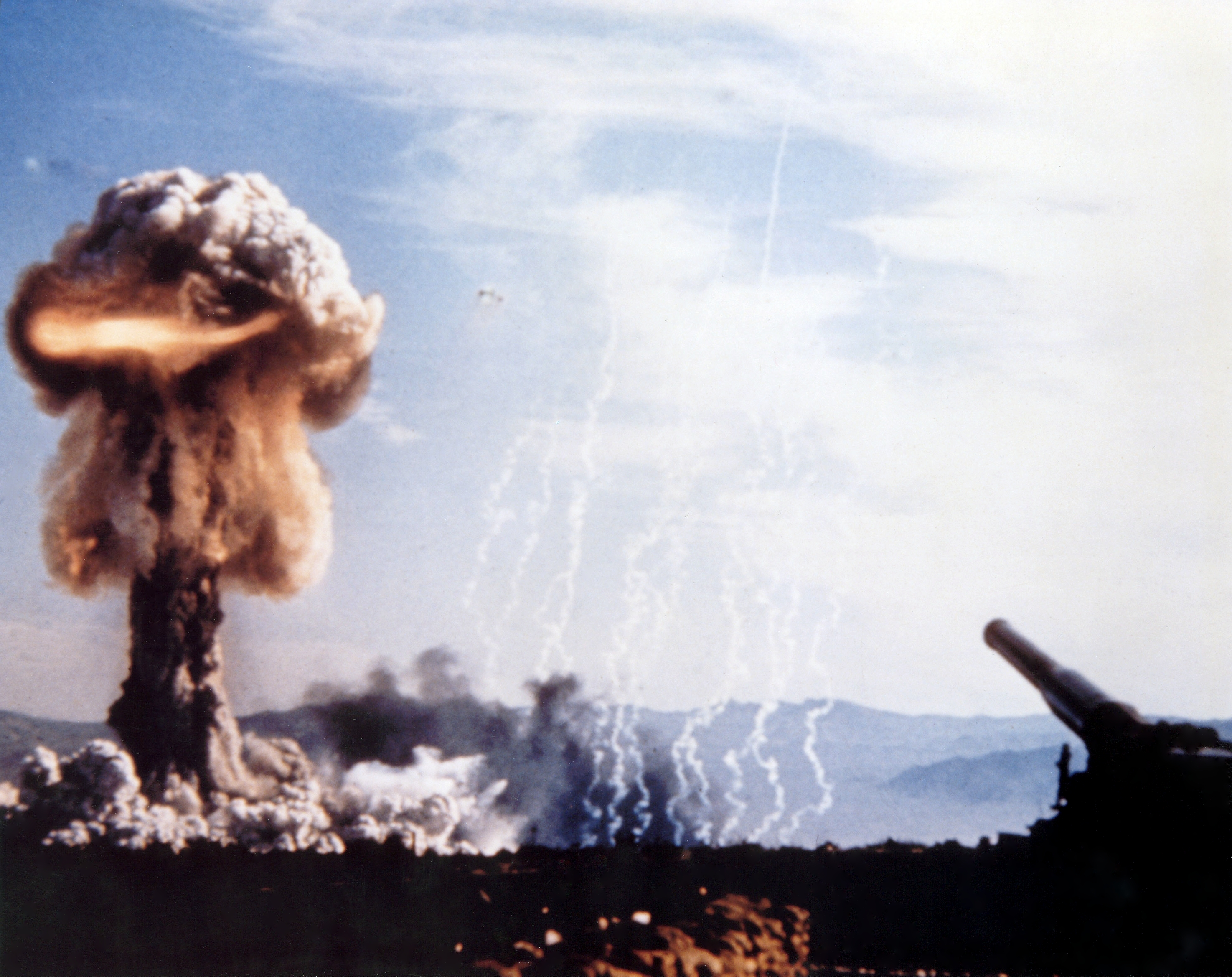
Unique tir d'essai d'un obus atomique américain W9 le 25 mai 1953. Il avait une puissance équivalente à la bombe qui détruisit Hiroshima.

- Obus de 406 mm W23 (1956) pouvant être tiré par les cuirassés de la classe Iowa
- Obus de 280 mm W9 (1952) tiré par l'obusier M65 Atomic Cannon
- Obus de 280 mm W19 (1956) identique au précédent en plus puissant
- Obus de 203 mm W33 (1957) pouvant être tiré par l'obusier automoteur M110
- Obus de 203 mm W79 (1981) identique au précédent en plus puissant
- Obus de 155 mm W48 (1963) pouvant être tiré par n'importe quel obusier de 155 mm
- Obus de 155 mm W82 (1977) successeur du W48, il n'a jamais été fabriqué

## Obus atomiques soviétiques
- Obus de 420 mm pouvant être tiré par le mortier automoteur 2B1 « Transformator » (jamais produit en série)
- Obus de 406 mm pouvant être tiré par le canon automoteur 2A3 « Condensator » (jamais produit en série)
- Obus de 240 mm ZBV4 pouvant être tiré par le mortier automoteur 2S4 « Tulpan »
- Obus de 203 mm ZBV2 pouvant être tiré par l'obusier automoteur 2S7[1] « Pion » et « Malka »
- Obus de 180 mm ZBV1 pouvant être tiré par le canon S23
- Obus de 152 mm ZBV3, d'une puissance d'une kilotonne, pouvant être tiré par l'obusier automoteur 2S5[2], 2S19, D-20, 2S3